# Rure
 (avril 2018).
Si vous disposez d'ouvrages ou d'articles de référence ou si vous connaissez des sites web de qualité traitant du thème abordé ici, merci de compléter l'article en donnant les références utiles à sa vérifiabilité et en les liant à la section « Notes et références ».
Rure est un sunjeong manhwa de Seo Moon Da Mi.
Il se distingue par son style romantasy, mêlant épopée dans univers parallèle riche, des enjeux politiques et dramatiques, des aventures intenses et une profonde dimension émotionnelle et psychologique, le tout porté par une esthétique raffinée propre à l'autrice. 
En France, il a d'abord édité par Saphira, puis repris par Samji. La publication s'arrête en 2010 au bout de 10 tomes. La série continue en Corée où 40 tomes sont déjà sortis depuis le 15 novembre 2003.

## Synopsis
Haru vit sur l'île du bout du monde dont elle est l'héritière. Elle possède d'étranges pouvoirs qui lui permettent de voir des esprits et agit en guide spirituel sur l'île.
Sa sœur, Miru, est une enfant illégitime rejetée par les habitants de l'île qui la méprisent. Désespérée, elle se jette à la mer le jour de la cérémonie annuelle.
En voulant la retenir, Haru tombe avec elle.
Le lendemain matin, elles se réveillent en plein désert. Elles ont changé de monde...

## Personnages
- Haru est l'héritière de 15 ans d'une famille richissime, et elle voit des fantômes et des êtres surnaturels. Elle sera engagée comme esclave par Kyouya (elle porte un bandeau tressé pour le signifier), en se faisant passer pour un garçon. Haru est un peu garçon manqué, et est assez sportive. Lors de son arrivée dans l'autre monde, une étrange marque apparaît sur son front.
- Miru est une enfant illégitime de sa famille. Elle déteste Haru car celle-ci attire l'attention et lui vole la vedette sans le faire exprès. Quand elle arrive dans l'autre monde, elle tombe gravement malade.
- Kyouya est un mercenaire du peuple Chousa et il prend Haru comme esclave en échange de la guérison de Miru.
- La princesse Azus de Wan Wirai est une princesse très belle, et parfois assez tyrannique.
- Yanok Erdamodus est un esclave qui aide Haru lorsqu'elle risque de se faire marquer au fer rouge. Il tombe amoureux d'elle.
- Chiaki est un ami de Kyouya.